# استپ قزاقستان

محل دشت قزاق در نقشه به رنگ ارغوانی روشن نشان داده شده است.

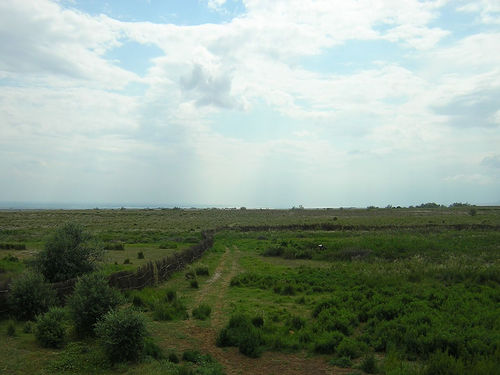
نمایی از دشت قزاق.

استپ قزاقستان استپ (سبزدشت) و چمنزار بسیار گسترده‌ای است در شمال قزاقستان و بخش‌هایی از جنوب روسیه که بیش از دو هزار و دویست کیلومتر طول دارد.
این دشت از شرق پست‌بوم کاسپین و شمال دریاچه آرال تا کوه‌های آلتای ادامه پیدا می‌کند. این دشت با ۸۰۴ هزار و ۵۰۰ متر مربع مساحت بزرگترین دشت خشک کره زمین به‌شمار می‌آید. نام این دشت در قدیم دشت قرقیز بود. در آن زمان به قزاق‌ها قرقیز هم گفته می‌شد.
دشت قزاق در اصلاح جغرافیایی یک ناحیه بوم‌شناختی در چمنزارهای معتدله دیرینه‌قطبی در شمال قزاقستان است.